# 98 км (зупинний пункт, Луганська дирекція Донецької залізниці)
98 кіломе́тр — залізничний пасажирський зупинний пункт Луганської дирекції Донецької залізниці.
Розташований між смт Біле та селом Весела Тарасівка, Лутугинський район, Луганської області на лінії Родакове — Ізварине між станціями Родакове (10 км) та Збірна (3 км).
Через військову агресію Росії на сході Україні транспортне сполучення припинене.